# Friedrichsthal (Saarland)
Friedrichsthal è una città tedesca di 9 955 abitanti, situata nel land della Saarland.